# 뮌헨 중앙역
뮌헨 중앙역(독일어: München Hauptbahnhof 뮌헨 하웁트반호프[*])은 독일 바이에른주 뮌헨에 있는 철도역이다. 뮌헨 시내의 세 장거리 철도역 중 하나로 1일 45만명이 이용하며, 독일에서 가장 큰 역 중 하나이다.

## 역 구조
뮌헨 중앙역 지상 역사는 32선으로 구성되어 있으며, 크게 세 부분으로 나뉘어 각각의 부분에 별칭이 붙어있다.

### 중앙역
중앙홀(Haupthalle)이라고 불리며, 중앙에 있는 11번선부터 26번선까지를 이른다. 11번선을 제외한 나머지 승강장은 76 cm(11번선 38 cm) 높이에, 길이 366 ~ 520 m의 긴 승강장으로 구성되어 있다. 인터시티익스프레스 및 인터시티, 유로시티, 레일젯 등의 주요한 장거리 열차와, 야간 열차들이 정차한다. 또한, 아우구스부르크, 잉골슈타트나 란드슈트 등으로 향하는 일부 레기오날익스프레스 등의 지역 열차 또한 이 부분에 정차한다.

### 홀츠키르헨 역
남쪽에 위치한 5번선부터 10번선까지를 이른다. 승강장 높이는 모두 38 cm고, 길이 282 ~ 339 m의 승강장으로 구성되어 있다. 뮐도르프, 잘츠부르크 방면으로 가는 지역 열차가 이 부분에 정차한다.

### 슈타른베르거 역
북쪽에 위치한 27번부터 36번선까지를 이른다. 승강장 높이는 모두 76 cm이며, 길이 224 ~ 360 m의 승강장으로 구성되어 있다. 린다우, 가르미쉬-파르텐키르헨 방면의 열차가 이 곳을 사용한다. 바이에른 오버랜드반이나 알고이 익스프레스 등도 이 부분을 사용한다. 또한 S반 터널이 사고 등으로 사용하지 못하게 되었을 때, 서쪽 방향으로 향하는 S반의 임시 발착지로도 사용된다.

### 지하역
1번선과 2번선은 지하역으로, S반 터널상에 위치해있다. 승강 지연을 막기 위해 3면 2선식 승강장을 채용하고 있다. 이외에도 지하에는 뮌헨 U반의 승강장이 있으며 2번 간선에 2면 2선(지하 4층, 4호선과 5호선), 3번 간선에 2면 4선(지하 2층, 1호선과 2호선)으로 구성되어 있다.

## 역사
최초의 뮌헨 중앙역은 현재의 역사 위치보다 약 800미터 서쪽에 위치하고 있었으나, 역사가 소실되고 1849년 재건축 될 때 현재의 위치로 옮겨졌다. 이후 역 건물은 세계 2차 대전 등을 거치며 여러 번 손상을 입고 재건되는 과정을 겪었다.
- 1839년 9월 1일 - 개통.
- 1847년 4월 4일 - 화재로 역사가 소실됨.
- 1849년 9월 22일 - 재건축
- 1972년 4월 28일 - S반 개통.

## 역 주변
뮌헨 도심 루트비히스포르슈타트-이자포르슈타트 구역의 북쪽에 위치하고 있으며, 주 출입구는 칼스플라츠 방향으로 향하는 프릴마이엘 거리와 바이엘 거리에 접하고 있다. 역사 정면의 광장에는 노면전차 정류장이 위치하고 있다.

## 인접역

### 인터시티익스프레스
| 뮌헨-아우구스부르크 선            | 뮌헨-아우구스부르크 선 | 뮌헨-아우구스부르크 선                |
| --------------------------------- | ---------------------- | ------------------------------------- |
| 시·종착역                         | ICE 11 · 28 · 42       | 아우구스부르크 베를린 · 함부르크 방면 |
| 시·종착역                         | TGV 83                 | 아우구스부르크 파리 방면              |
| 뉘른베르크-잉골슈타트-뮌헨 고속선 |                        |                                       |
| 시·종착역                         | ICE 25 · 41            | 뉘른베르크 함부르크 · 쾰른 방면       |
| 뮌헨-로젠하임 선                  |                        |                                       |
| 시·종착역                         | RJ 90                  | 잘츠부르크 빈 · 부다페스트 방면       |

### 인터시티
| 뮌헨-아우구스부르크 선           | 뮌헨-아우구스부르크 선 | 뮌헨-아우구스부르크 선                                     |
| -------------------------------- | ---------------------- | ---------------------------------------------------------- |
| 시·종착역                        | DB IC 28 · 32 · 60     | 아우구스부르크 베를린 방면 도르트문트 방면 카를스루에 방면 |
| 뮌헨-로젠하임 선                 |                        |                                                            |
| 아우구스부르크 프랑크푸르트 방면 | EC 62                  | 로젠하임 잘츠부르크 방면                                   |
| 시·종착역                        | EC 89                  | 로젠하임 인스브루크                                        |
| 알고이 선                        |                        |                                                            |
| 시·종착역                        | EC 88                  | 부흘뢰 취리히 방면                                         |

### 지하 S반역
| 뮌헨 S반 간선                        | 뮌헨 S반 간선 | 뮌헨 S반 간선                    |
| ------------------------------------ | ------------- | -------------------------------- |
| 학커브뤼케 프라이징 · 뮌헨 공항 방면 | MVV S1        | 칼스플라츠 동역 방면             |
| 학커브뤼케 페테르스하우젠 방면       | MVV S2        | 칼스플라츠 에르딩 방면           |
| 학커브뤼케 마멘도르프 방면           | MVV S3        | 칼스플라츠 홀츠키르헨 방면       |
| 학커브뤼케 헬텐도르프 방면           | MVV S4        | 칼스플라츠 에베르스베르크 방면   |
| 학커브뤼케 투트칭 방면               | MVV S6        | 칼스플라츠 초르네딩 방면         |
| 학커브뤼케 볼프라츠하우젠 방면       | MVV S7        | 칼스플라츠 크로이츠슈트라쎄 방면 |
| 학커브뤼케 헤르슁 방면               | MVV S8        | 칼스플라츠 뮌헨 공항 방면        |

### 지하 U반역
| 뮌헨 U반 2번 간선                                 | 뮌헨 U반 2번 간선             | 뮌헨 U반 2번 간선                |
| ------------------------------------------------- | ----------------------------- | -------------------------------- |
| 테레진비제 베스트엔드슈트라쎄 방면                | MVG U4                        | 칼스플라츠 아라벨라파르크 방면   |
| 테레진비제 라이머플라츠 역                        | MVG U5                        | 칼스플라츠 노이퍼라흐 방면       |
| 뮌헨 U반 3번 간선 북부지선 · 본선                 |                               |                                  |
| 슈티히마이어플라츠 올림피아-아인카우프첸트룸 방면 | MVG U1                        | 젠틀링어 토르 망팔플라츠 방면    |
| 슈티히마이어플라츠 베스트프리트호프 방면          | MVG U7 (월요일 - 금요일 운행) | 젠틀링어 토르 노이퍼라흐 방면    |
| 뮌헨 U반 3번 간선 남부지선 · 본선                 |                               |                                  |
| 쾨니히스플라츠 펠트모힝 방면                      | MVG U2                        | 젠틀링어 토르 메쎄슈타트 방면    |
| 쾨니히스플라츠 올림피아첸트룸 방면                | MVG U8 (토요일 운행)          | 젠틀링어 토르 젠틀링어 토르 방면 |